# Eugène de Mazenod
Charles Joseph Eugène de Mazenod (Aix-en-Provence, 1 augustus 1782 – Marseille, 21 mei 1861) was een Franse rooms-katholieke ordestichter, bisschop en heilige. 

## Biografie
Eugène de Mazenod werd geboren in Aix-en-Provence waar zijn vader, die tot de lagere adel behoorde, president was van een rechtbank. Na de Franse Revolutie vluchtte hij als kind met zijn familie naar Italië waar hij in relatieve armoede opgroeide. Op zijn twintigste keerde hij terug naar Frankrijk en werd er in 1811 tot priester gewijd. Hij zag het als zijn taak de Rooms-Katholieke Kerk in Frankrijk na de vervolgingen tijdens de Franse Revolutie terug op te bouwen. Als instrument hiervoor stichtte hij de congregatie van mannelijke religieuzen, de Oblaten van de Onbevlekte Maagd Maria, die in 1826 door de paus werd erkend. 
Hij werd benoemd tot vicaris-generaal van het opnieuw opgerichte bisdom Marseille, waar zijn oom Fortuné de Mazenod bisschop was. Na 1830 verslechterde de relatie tussen de kerk en de Franse staat en Eugène de Mazenod werd beschuldigd van intriges tegen de Franse staat. Hij werd in 1832 tot bisschop gewijd in Rome en niet in Frankrijk om het stadsbestuur van Marseille en de Franse regering niet voor de borst te stoten. Het kwam niettemin tot een openlijk conflict tussen bisschop en staat. Op aandringen van de paus moest Mazenod, die de regering een proces wou aandoen, inbinden. Na het ontslag van zijn oom als bisschop van Marseille  volgde Eugène de Mazenod, die tot dan fungeerde als hulpbisschop, hem op in 1837. Ondertussen bleef hij overste van de Oblaten, die ondertussen ook in het buitenland en vooral in Canada actief waren.
Tijdens zijn episcopaat stond de Mazenod bekend als bouwbisschop. Het liet een aanvang nemen met de bouw van de Kathedraal van Marseille en liet 21 nieuwe parochiekerken bouwen en 20 andere heropbouwen of herstellen. Hij liet ook seminaries, colleges en volksscholen bouwen. Hij richt ook acties in voor de slachtoffers van een lokale cholera-epidemie, de overstromingen in de Rhônevallei en de Ierse hongersnood. Verder bestreed hij in zijn bisdom jansenisten en aanhangers van een gallicaanse kerk, die een lokaal, Frans katholicisme voorstonden.
In 1851 werd hij benoemd tot aartsbisschop en in 1856 werd hij door keizer Napoleon III tot senator benoemd. Tegen dan had hij een leidende functie binnen de Franse kerk.

## Canonisatie
Eugène de Mazenod werd op 19 oktober 1975 zalig verklaard door paus Paulus VI. Hij werd op 3 december 1995 heilig verklaard door paus Johannes Paulus II en zijn naamdag wordt op 21 mei, zijn sterfdag, gevierd in de katholieke kerk.
- Biblioteca Nacional de España: XX947812
- Bibliothèque nationale de France: cb11930287x (data)
- Gemeinsame Normdatei: 119223074
- International Standard Name Identifier: 0000 0001 0922 4391
- Library of Congress Control Number: n50078534
- Base Léonore: LH//1811/36
- Nationale Bibliotheek van Tsjechië: jn20040428001
- Nationale Bibliotheek van Israël: 987007265127505171
- Nederlandse Thesaurus van Auteursnamen: 083427597
- Istituto Centrale per il Catalogo Unico: CFIV052317
- Système universitaire de documentation: 027211398
- Virtual International Authority File: 87920127
- WorldCat: E39PBJpjfJ9fxXfjdwwBtXXfMP